# Boško Buha (1978.)
Boško Buha je jugoslavenski partizanski film iz 1978. godine u režiji hrvatskog redatelja Branka Bauera. Producirale su ga srbijanske filmske kuće Centar film iz Beograda i Radiotelevizija Beograd.

## Kratak sadržaj
Film priča o Bošku Buhi, mladome partizanu iz Virovitice. Djetinjstvo njegove generacije surovo je prekinuo rat, prisilivši njega i njegove vršnjake da prerano sazriju.
Ipak, u predahu bitaka i iscrpljujućih marševa, Boška Buhu stigla bi želja za igrom i nestašlucima, te ljubavi.

## Nagrade
- Vrnjačka Banja - Nagrada za dijaloge: Dušan Perković
- Niš - Specijalna diploma: Ivan Kojundžić
- Kosmaj - Statua "Sloboda" za film
- Bombaj - Srebrni slon za režiju, Srebrni slon za ulogu - Ivan Kojundžić

Međunarodni festival: Linz

## Vanjske poveznice
- Boško Buha u internetskoj bazi filmova IMDb-a